# Ctenotus astarte
Ctenotus astarte är en ödleart som beskrevs av  Czechura 1986. Ctenotus astarte ingår i släktet Ctenotus och familjen skinkar. Inga underarter finns listade i Catalogue of Life.